# Guillermo Ramírez Hernández
Guillermo Ramírez Hernández (Ciudad de México, 1936 – Ciudad de México, 2023) fue un economista, catedrático y editor mexicano. Fue profesor emérito y director de la Facultad de Economía de la Universidad Nacional Autónoma de México (UNAM), además de director general del Fondo de Cultura Económica (FCE).
Destacó por su amplia trayectoria docente y su compromiso con la formación de economistas críticos, con perspectiva social y nacionalista. Participó en el movimiento estudiantil de 1968 y colaboró como asesor en diversas instituciones públicas y académicas.

## Formación académica
Estudió la licenciatura en Economía en la UNAM, donde fue influenciado por pensadores como Narciso Bassols y Jesús Silva Herzog. Posteriormente realizó estudios de posgrado en Desarrollo Económico en la American University en Washington D. C., consolidando su enfoque crítico y social de la economía.

## Trayectoria académica y docente
Inició su actividad docente en 1953, impartiendo clases en comunidades marginadas, experiencia que fortaleció su sensibilidad social. Desde 1963 fue profesor en la entonces Escuela Nacional de Economía (hoy Facultad de Economía) de la UNAM, donde impartió materias como desarrollo económico, estructura económica de México y teoría económica.
Durante más de cuatro décadas formó generaciones de economistas, promoviendo el análisis crítico y el compromiso social. Fue director de la Facultad de Economía (1998-2002) y posteriormente profesor emérito.

## Cargos y actividades
- Colaborador en la revista Medio Siglo de la Facultad de Derecho de la UNAM (1957).
- Coordinador del área de Economía en el Instituto para el Estudio de los Problemas de México, INESPROME e INJUVE (1973-1977).
- Director general del Fondo de Cultura Económica (1974-1976).
- Miembro del Consejo de Redacción de la revista Investigación Económica de la UNAM (1985-1990).
- Coordinador de la colección «Clásicos de la Economía» (1989-1990).
- Director de la revista Economía Metropolitana (1993).
- Miembro y presidente de la Academia Mexicana de Economía Política.

En 1993 recibió el Premio Universidad Nacional en el área de Docencia en Ciencias Económico-Administrativas.

## Gestión en el Fondo de Cultura Económica
Durante su gestión en el FCE (1974-1976), impulsó una renovación editorial y fortaleció la infraestructura de impresión y encuadernación. Destacó la creación de la revista Otrocine, dirigida por Jaime Augusto Shelley, así como la apertura de filiales en Lima, Perú, y Bogotá, Colombia.
| Predecesor: Francisco Javier Alejo | Director del Fondo de Cultura Económica 1974 – 1976 | Sucesor: José Luis Martínez Rodríguez |

## Obra y publicaciones

### Lecturas sobre desarrollo
Su obra Lecturas sobre Desarrollo constituye una de sus principales aportaciones didácticas. Concebida en 1969 por solicitud de la entonces directora Ifigenia Martínez, en el contexto del movimiento estudiantil de 1968, el texto buscaba promover una formación crítica y analítica entre los estudiantes de economía.
La segunda edición, publicada en 2016, actualiza 36 lecturas con reflexiones contemporáneas sobre teorías del desarrollo, y mantiene su objetivo original de servir como material de apoyo para estudiantes y docentes. En ella se cuestiona la supremacía del modelado matemático como única vía válida en economía, y se enfatiza la necesidad de integrar perspectivas históricas, sociales y éticas para comprender los procesos de desarrollo.
Según la reseña académica de Erika Leticia González Rabadán (2016), la obra sigue vigente y resulta fundamental para fomentar la reflexión crítica y la conciencia social en la formación de economistas.

## Pensamiento y legado
Ramírez Hernández impulsaba una economía comprometida con la transformación social, crítica de los enfoques exclusivamente técnicos y promotora de la integración de valores e instituciones. Defendía la soberanía nacional y el papel del economista como agente de cambio al servicio de la justicia social.
Su legado perdura en la formación de generaciones de profesionales orientados al análisis riguroso y al compromiso con el bienestar colectivo.

## Fallecimiento
Falleció en marzo de 2023 a los 87 años de edad. Su deceso fue lamentado por la UNAM, organismos académicos y de derechos humanos, así como figuras políticas y exalumnos.